# Gryne
Gryne is een geslacht van hooiwagens uit de familie Cosmetidae.
De wetenschappelijke naam Gryne is voor het eerst geldig gepubliceerd door Simon in 1879. 

## Soorten
Gryne omvat de volgende 11 soorten:
- Gryne amazonica
- Gryne andina
- Gryne coccinelloides
- Gryne dimorpha
- Gryne leprosa
- Gryne marginalis
- Gryne orensis
- Gryne perlata
- Gryne pluriarcuata
- Gryne pustulata
- Gryne vermiculata